# Hermoso Campo
Hermoso Campo är en kommunhuvudort i Argentina.   Den ligger i provinsen Chaco, i den norra delen av landet, 800 km norr om huvudstaden Buenos Aires. Hermoso Campo ligger 86 meter över havet och antalet invånare är 7 435.
Terrängen runt Hermoso Campo är mycket platt. Runt Hermoso Campo är det mycket glesbefolkat, med 6 invånare per kvadratkilometer.. Hermoso Campo är det största samhället i trakten.
Trakten runt Hermoso Campo består till största delen av jordbruksmark.